# پنجه میمون (فیلم ۲۰۱۳)
«پنجه میمون» (انگلیسی: The Monkey's Paw (2013 film)) فیلمی در ژانر ترسناک است که در سال ۲۰۱۳ منتشر شد.